# チャールズ・バーン

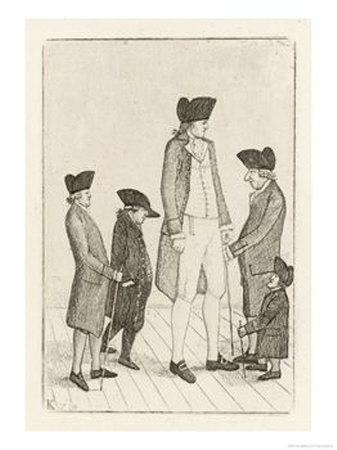
チャールズ・バーン（中央の人物）
18世紀当時の挿絵

チャールズ・バーン（Charles Byrne, 1761年 - 1783年6月1日）は、1780年代のロンドンで大衆の注目を集めたアイルランド出身の巨人症の人物である。チャールズ・オブライエンや「アイルランドの巨人」という別名でも知られていた。
彼の正確な身長は推測の域を出ないが、大多数の記述が8フィート2インチ（2.48メートル）から8フィート4インチ（2.54メートル）の身長であったと言及している。21歳のとき故郷のアイルランドを離れ、成功を夢見てロンドンへ旅立った。バーンはコックスズ・ミュージアムという見世物小屋に職を見つけた。この見世物小屋はP・T・バーナムのバーナムズ・アメリカン・ミュージアム(en:Barnum's American Museum)とよく似た形式ものであった。彼は、スプリング・ガーデンの入り口にある特別あつらえの家具を備えつけた瀟洒なアパートへと引っ越した。
ロンドンに到着するやいなや、彼はすぐさま街の人気者となった。1782年5月6日の新聞記事には次のように書かれている。「どんなにすごく珍しかろうが、ほとんどの場合大衆の興味をひきつけることはなかなか困難である。しかし、この現代の生ける彫刻、驚くべきアイルランドの巨人の場合は違う」
ロンドン市民の興味が他に移ると、富と名声はすぐにバーンから去っていった。そして、彼は過度の飲酒を行うようになった。当時の新聞によると、ポケットに全財産の700ポンドをいれ、飲み歩いていたという。悲嘆にくれた彼は酒で悲しみを紛らわそうとし、1783年6月、22歳の若さでチャリング・クロスのコックスパーストリートにある安アパートで死んだ。

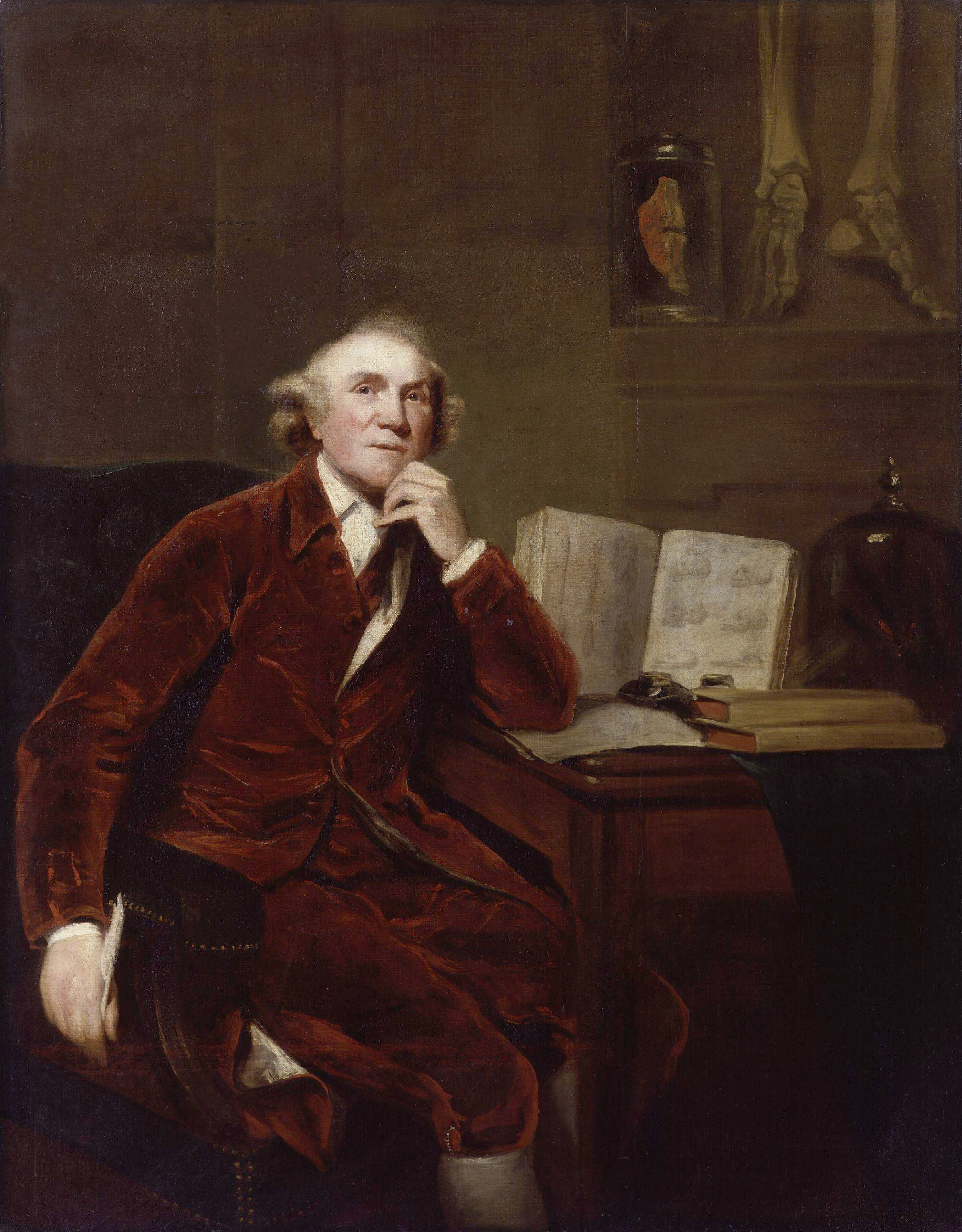
ジョシュア・レノルズ作成のジョン・ハンターの肖像画。ハンターの右後方に描かれているのがバーンの骨格の下肢である。

解剖学者でもあった外科医たちに自分の死体を切り刻まれてしまうのではないかと恐れたバーンは、死の床で友人たちに彼の亡骸を海に葬るように依頼したと噂されていた。バーンの希望に反して、彼の亡骸は500ポンドでジョン・ハンターが入手し、7フィート7インチの骨格標本としてロンドンにある王立外科医師会のハンテリアン博物館に現在収蔵されている。彼の死についてある雑誌の伝えるところによれば、「ロンドン中の外科医が貧しい死んだアイルランド人を要求して、さながら漁師が巨大な鯨を狙うようにバーンのアパートの周りを取り囲んだ」とされる。
作家のヒラリー・マンテルは、"The Giant, O'Brian"でバーンの生涯を小説に著した。小説のプロットは、科学における革命的な発展と迷信的な旧来の方法との間の抗争に焦点を置いている。オブライエン（バーン）は伝説の王様や妖精の物語を信じているような人物として書かれ、その対極にジョン・ハンターは科学時代の夜明けであり、旧来の伝統をすべて破壊する人物として書かれている。この本の中で、オブライエン（バーン）がもう一人のアイルランドの巨人、身長8フィート7インチと称されたコークのパトリック・コッター・オブライエンと親戚関係にあったことが指摘されている。ただし、1972年に行われた彼の遺体の発掘によって、実際は8フィート1インチであったことがわかっている。また、ナイプ・ブラザーズとして知られていた身長7フィート2インチの別の2人のアイルランドの双子の巨人との親戚関係についても言及している。この兄弟は歴史上もっとも背の高い双子としてギネスブックに認定されている。